# Cnaeus Pompeius (consul en -31)
Cnaeus Pompeius (né vers 60 av. J.-C. et mort en 14 apr. J.-C.) est un sénateur de la fin de la République romaine et du règne d'Auguste. Il est consul suffect en 31 av. J.-C.

## Famille
Il est membre de la gens plébéienne Pompeia, probablement de la famille des Pompeii Rufi. Il est peut-être le fils de Quintus Pompeius Rufus, descendant du consul de 88 av. J.-C. Quintus Pompeius Rufus, et par conséquent un arrière-petit-fils du dictateur Sylla,

## Biographie
En 31 av. J.-C., il est nommé consul suffect aux côtés d'Octavien, remplaçant Marcus Titius. Son mandat court du 1er octobre à la fin de l'année.
Cnaeus Pompeius est aussi un des quindecemviri sacris faciundis jusqu'à sa mort en 14 apr. J.-C.